# سايبريا: ذا وورلد بيفور
سايبريا: ذا وورلد بيفور (بالإنجليزية: Syberia: The World Before)‏ هي لعبة فيديو مغامرات من تطوير شركة مايكرويد وهي ستكون تكملة للعبة سايبريا من المقرر إصدار اللعبة على مايكروسوفت ويندوز في 18 مارس 2022.